# Francis Ryan Smith
Francis Ryan »Frank« Smith, avstralski častnik, vojaški pilot in letalski as, * 23. julij 1896, Brisbane, Queensland, † ?.  	
Stotnik Smith je v svoji vojaški karieri dosegel 16 zračnih zmag.

## Odlikovanja
- Military Cross (MC)
- Distinguished Flying Cross (DFC)